# دودمان زنبیل
زُنبیل یا رُتبیل که با نام‌ها ژنبیل یا زنبیل‌های زابلستان نیز نوشته شده‌است، یک حکومت با اصالت هپتالی که آخرین خاندان فرمانروایی زابلستان (در محدودهٔ افغانستان کنونی) پیش از ورود اسلام به قلمرو زابلستان بود. آنها در جنوب کوه‌های هندوکش فرمانروایی می‌کردند. پادشاهی رتبیل‌ها از حدود سال ۶۸۰ میلادی تا زمان سرنگونی به دست صفاریان در سال ۸۷۰ میلادی ادامه داشت. این پادشاهی توسط رتبیل تأسیس شد. او برادر بزرگ کابلشاه (برهاتگین بود که بر پادشاهی هفتالی به پایتختی کابل حکومت می‌کرد.
قلمرو آنها از شهر زرنج کنونی در جنوب غربی افغانستان تا کابلستان در شمال شرقی گسترده بود. زمین‌داور و غزنی پایتخت آنها بود. حدود مرزی جنوب قلمرو آنها گاهی به شهرهای رخواد (رخج) و بست (در نزدیک قندهار) می‌رسید.
لقب زنبیل را می‌توان در ریشه واژه زبان فارسی میانه Zūn-dātbar، «زون دادگر» جستجو کرد. نام جغرافیایی زمین‌داور نیز منعکس کننده این موضوع است که این واژه از فارسی میانه «Zamin-i dātbar» (سرزمین دادگر) گرفته شده‌است.

## پیش زمینه
یبغوهای تخارستان، کابلشاهان و رتبیل‌شاهات به مدت قرن مانع پیشروی حملات مسلمانان به سمت شرق بودند.

### حملات اولیه اعراب به زابلستان
بین ساله‌ای ۶۴۳-۶۴۴ میلادی، مردم عرب مسلمان برای اولین بار به سیستان یورش بردند و ترک‌ها را از جنوب غربی افغانستان مورد حمله قرار دادند. در سال ۶۵۳ میلادی، سپاهی متشکل از ۶۰۰۰ عرب به رهبری سردار عبدالرحمن بن سمره از خلافت راشدین، به معبد ژون‌ها در زمین‌داور رسیدند. بر اساس منابع سمره دستی از بت معبد ژون‌ها را شکست و یاقوت‌های چشمانش را بیرون آورد تا مرزبان سیستان را که عامل رتبیل‌شاه بود به اسلام متقاعد کند. سمره گفت: “با این کار به شما نشان می‌دهم که این بت نه ضرری برای شما دارد و نه خیری.”

#### سقوط هون‌های نزاک و تاسیس کابلشاهان
در سال ۶۶۵ میلادی، اعراب تحت فرمان عبدالرحمن بن سمره که والی سیستان شده‌بود به کابل حمله بردند و آن را برای اولین باز تصرف کردند. آن زمان کابل جزو قلمرو هون‌های نزاک بود و این حمله به شدت آنها را تضعیف کرد. برهاتگین که یکی ای والیان هون‌های نزاک بود به زودی توانست در یک ضد حمله اعراب را عقب براند و مناطق کابلستان، زابلستان، اراخوزیا و کندهار را باز پس بگیرد. او پادشاهی جدید در سال ۶۶۵ میلادی این منطقه تاسیس کرد که امروز از آن به نام پادشاهی کابلشاهان یا ترک‌شاهیان یاد می‌شود.
گفته می‌شود رتبیل‌شاه نیز در این جنگ حضور داشت زیرا اولین ذکر او در منابع عربی به سال ۶۶۶ میلادی برمی گردد. رتبیل ممکن است برادر یا برادرزاده برهاتگ بوده باشد که پس از شکست دادن پادشاهی کاپیسا، رتبیل را والی زابلستان تعیین  کرد.
برهاتگین کابل‌شاه و رتبیل زابل‌شاه پس از هزل عبدالرحمن بن سمره از ولایت سیستان، اقدام به جمله علیه اعراب کردند. ربیع بن زیاد الحارثی که در سال ۶۷۱ میلادی والی سیستان شد به رتبیل در بُست حمله کرد و او را به رخج عقب نشاند. جانشین ربیع، عبیدالله بن ابی‌بکره، که در سال ۶۷۳ میلادی والی سیستان شد جنگ را ادامه داد و موفق شد معاهده‌ی صلح با رتبیل و برهاتگین ببندد. در این معاهده آمده است که والی سیستان در عزای خراج حکومت زابل‌شاه و کابل‌شاه را به رسمیت می‌شناسد.

## شکل‌گیری
وقتی موسس کابلشاهان، برهاتگین درگذشت، پادشاهی او به دو قسمت گردید.جانشین او تگین شاه از سال ۶۸۰ میلادی بر از کابلستان و زابلستان حکومت کرد. لقب او «خراسان تگین شاه» (به معنای «تگین، پادشاه شرق») بود و در منابع چینی به وسان تکین شاه (Wusan teqin sa) معروف است. این لقب بزرگ او احتمالاً به مقاومت او در مقابل خلافت امویان اشاره دارد.
در سالهای ۶۸۳ میلادی، رتبیل از برادرش کابل‌شاه جدا شد و سلسله رتبیل‌شاهان را تأسیس کرد. او با سلم بن زیاد والی سیستان موقتا بیعت کرد و فرمانروایی زابلستان را به‌دست گرفت. در منابع از به نام‌های رتبیل، زنبیل، زیبیل یا جبل (از ترکی: Iltäbär «فرمانده») نیز یاد شده ‌است.
رابطه بین رتبیل و کابل‌شاه گاهی دوستانه و در مواقعی خصمانه بود، اما در برابر تهاجمات اعراب همیشه یکی می‌شدند. رتبیل به نام خودش سکه ضرب می‌زد که شبیه سکه‌های اولیه ساسانی بود و شرح. "اعلیحضرت پروردگار بزرگ" به زبان باختری و خط‌های پهلوی و براهمی در سکه هایش دیده می‌شود که نشانه از قدرت و مشروعیت حکومت چند فرهنگی او دارد:

روی: yypwlh. wtyp’ / GDH / ’pzwt

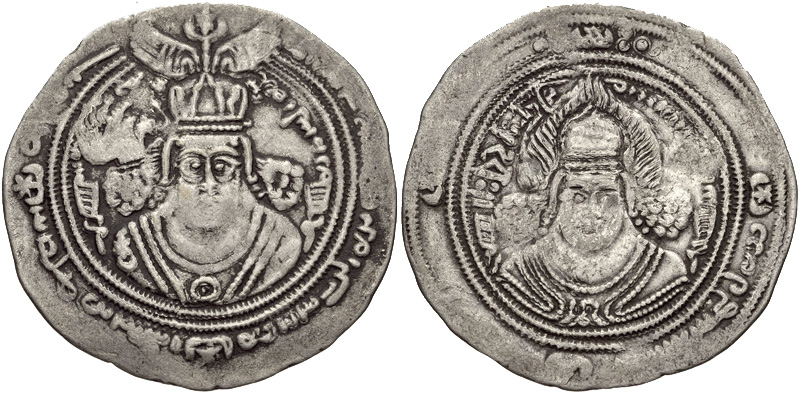
سکه رتبیل‌شاخ ضرب شده در زابلستان حدود ۷۲۰ میلادی

PWN ŠMY yzt’ yypwl bgyh. wtyp’ wh. m’n’n mlt’n  MLK’

شاه جبل، جلال [ش] زیاد شد!
به نام خدا، جبل، پروردگار بزرگ، پادشاه شجاعان است 

پشت: Śrī Vākhudevaḥ / pncdh. z’wlst’n / ’pl plm’n yzd’n

اعلیحضرت پروردگار بزرگ / به فرمان خدایان در پانزدهمین سال سلطنت خود در زاولستان.
— سکه افسانه‌ی رتبیل‌شاه
به گفته آنتونی مک نیکول، «رتبیل ها تا اواخر قرن نهم میلادی نزدیک به ۲۵۰ سال در منطقه قندهار حکومت کردند». پایتخت اصلی آنها زمین‌داور در ولایت هلمند کنونی افغانستان قرار داشت. معبد ژون در حدود سه مایلی جنوب موسی قلعه هلمند قرار داشت که شاید تا امروز نیز ردیابی آن وجود داشته باشد. برخی بر این باورند که معبد سوناگیر که سیاح مشهور چینی شوان‌زانگ در سال ۶۴۰ میلادی به آن اشاره کرده است، همان معبد ژون رتبیل شاهان باشد.

## گسترش کشور و سرزمین
در سال ۶۹۸ میلادی، عبیدالله بن ابی‌بکره، والی سیستان و فرمانده نظامی خلافت اموی، «ارتش نابودی» را علیه رتبیل رهبری کرد. عبیدالله بن ابی‌بکره سالار مسلمانان بصره و شریح بن هانی هارثی سالار مردم کوفه بود. آنها در زابلستان پیشروی کردند و از گاو و گوسفند و اموال هر چه توانستند به تاراج بردند تا ۱۸ فرسنگی پایتخت رتبیل رسیدند. 
حجاج کس پیش عبیدالله بن ابی‌بکره فرستاد که با مسلمانانی که به نزد تواند با رتبیل نبرد کن و باز مگرد تا سرزمینش را به غارت دهی و قلعه‌هایش را ویران کنی و جنگاورانش را بکشی و فرزندانش را اسیر کنی— تاریخ طبری
اما عبیدالله بن ابی‌بکره از رتبیل شکست خورد و مجبور شد ۷۰۰ هزار درهم به رتبیل تقدیم کند و سه تن از پسرانش را گروگان بدهد و سوگند یاد کند که دیگر به قلمرو رتبیل‌ها حمله نکند.
در سال ۷۰۰ میلادی، حجاج بن یوسف، ابن الاشعث را با ۲۰ هزار سرباز از مردم کوفه و ۲۰ هزار سرباز از مردم بصره به عنوان فرمانده لشکر عظیم عراق، موسوم به «ارتش طاووس»، منصوب کرد تا حکومت پر دردسر زابلستان را تحت سلطه خود درآورد. وقتی خبر به رتبیل رسید به ابن الاشعث نامه نوشت تا صلح کنند اما او نپذیرفت و به جنگ اقدام کرد. رتبیل عقب نشینی می‌کرد و ابن الاشعث به پیشروی ادامه می‌داد و هر جا می‌رسید به تاراج می‌برد تا که غنایم فراوان به‌دست آورد. او پیشروی را متوقف کرد و گرفتن پایتخت رتبیل را به سال دیگر گذاشت و خود به سیستان بازگشت. او تمام این گزارش ها را در نامه‌ی به حجاج نوشت اما حجاج برآشفت و این باعث شورش ابن اشعث و لشکریان شد. نامه‌ی حجاج به ابن الاشعث:
نامه تو نامه کسی است که متارکه را دوست دارد و به آرامش دل بسته است و با دشمنان مدارا کرده‌است. وقتی تو با سپاه و نیروی من از این دشمن دست می‌داری، رای تو را رای مدبرانه نمی‌دانم بلکه چنان دانم که ضعف و آشفته خیالی ترا بدین واداشته است. نظرم را که گفته بودم در سرزمینشان پیشروی، قلعه هایشان را ویران، فرزندانشان را اسیر و جنگاوران شانرا بکشی، عمل کن— تاریخ طبری
نامه‌ی حجاج ابن‌ الاشعث و لشکریان را بر آشفت و آنها با رتبیل صلح کردند که اگر برنده حجاج را شکست دهند حاکمیت رتبیل را به رسمیت شتاسد و اگر شکست خورند رتبیل به آنها پناه دهند. پس از بستن قرارداد با رتبیل، ارتش دوباره به عراق باز گشت. در راه، این شورش به یک شورش تمام عیار ضد حجاج و خلافت اموی تبدیل شد.
اعراب مرتباً ادعای سلطه اسمی بر رتبیل می کردند و در سال ۷۱۱ قتیبه بن مسلم موفق شد آنها را مجبور به پرداخت خراج کند. در سال‌ ۷۲۵ میلادی، یزید بن الغریف، والی سیستان دوباره به زابل‌شاه حمله کرد اما موفق به شکست آنها نشد. اعراب تا سال ۷۶۹ میلادی قادر به دریافت خراج از رتبیل نبودند و نمی‌ توانستند آنها را مطبع خود کنند. این نشانه از قدرت رتبیل شاه دارد که ارتش اعراب را که قدرت های بزرگ مثل شاهانشاهی ساسانی و امپراتوری بیزانس را شکست دادند، اما موفق به گرفتن زابلستان و کابلستان نشدند.

## کیش و باورها
در مورد دین این جامعه چندان تحقیق نشده است. اما بنابر منابع تاریخی عقیده بر این است که بیشتر مردمان تحت فرمانروایی رتبیل‌شاه خورشید پرست و پیروان معلد ژون بودند. عده‌یی هندو و عده‌یی نیز زرتشتی نیز در زابلستان سکنه داشتند. بر اساس تفسیر منابع چینی در سال ۱۹۱۵، گفته می شود که رتبیل‌شاهان خورشید پرست بودند و آدیتیا سوریا و خدای خورشید را می پرستیدند. همچنان آمده است که رتبیل‌شاه تاجی با سر ماهی طلایی بر سر می‌گذاشت و با اخشیدهای سغد ارتباط داشت. معبد رتبیل‌شاهان که به نام زون یاد می‌شود، با اسکلت‌های ماهی بزرگی تزیین شده بود که این نشان دهنده پرستش خدای ماهی است. با این حال، به گفته شوشین کوویاما باستان‌شناس ژاپنی، دوگانگی آشکاری بین پرستندگان خدای خورشید و پیروان ژون وجود داشت. بر اساس همین مغیرت‌های مذهبی، درگیری بین پیروان سوریا و ژون رخ می‌دهد که منجر به مهاجرت پیروان ژون از کاپیسا به سمت جنوب و سرزمین‌های زابلستان می‌شود. به گفته آندره وینک، خدای ژون اساساً هندو بوده است، هرچند تاثیر آیین‌های مذهبی و سلطنتی پیش از بودایی در تبت و کیش زرتشتی در آن نیز مشاهده می‌شو.